# 格拉納達 (明尼蘇達州)
格拉納達（英語：Granada，/ɡrəˈneɪdə/ grə-NAY-də）是一個位於美國明尼蘇達州馬丁縣的城市。

## 歷史
格拉納達的郵局自1891年營運至今。此地得名自西班牙城市格拉纳达。

## 人口
根據2020年美國人口普查的數據，格拉納達的面積為1.48平方千米，皆為陸地。當地共有人口291人，而人口密度為每平方千米197人。